# Boicot contra la Asociación Nacional del Rifle
En el mes de febrero de 2018, surgió un boicot contra la organización estadounidense para defensa del derecho a poseer armas de fuego, Asociación Nacional del Rifle y sus filiales comerciales. El boicot y la campaña de activismo en las redes sociales surgieron a raíz del Tiroteo en la escuela secundaria Stoneman Douglas de Parkland. La Asociación Nacional del Rifle fue criticada por su respuesta, incluida su recomendación de que las escuelas armaran a maestros y se opusieran a la prohibición de ciertas armas de asalto. Pide a las empresas que corten sus vínculos con la Asociación Nacional del Rifle (NRA), lo que provocó que varias empresas interrumpieran sus relaciones comerciales con la Asociación Nacional del Rifle y cancelaran los programas de descuentos y preferencias comerciales ofrecidos a los miembros de la Asociación Nacional del Rifle. El boicot se extendió a Canadá, donde empresas como Mountain Equipment Co-op y Running Room redujeron las relaciones de los proveedores con Vista Outdoor. La presión pública también causó que varios minoristas de armas aumentaran la edad requerida para comprar armas de fuego y pusieran otras restricciones a la venta de armas.

## Antecedentes
El 14 de febrero de 2018, se produjo un tiroteo masivo en la Escuela Secundaria Marjory Stoneman Douglas en Parkland, Florida, en el área metropolitana de Miami. Diecisiete personas murieron y catorce más fueron hospitalizadas, convirtiéndola en una de las masacres escolares más mortales del mundo y el tiroteo más letal en una escuela secundaria en la historia de los Estados Unidos de América. Nikolas Cruz, el joven arrestado como el tirador, está bajo custodia de la Oficina del sheriff del Condado de Broward, acusado de diecisiete cargos de asesinato premeditado.
Después del tiroteo en Parkland, hubo un aumento sin precedentes del apoyo público y ciudadano a los grupos de pro defensa del control de armas y una gran reacción contra la Asociación Nacional del Rifle por su respuesta al tiroteo, argumentando que las escuelas necesitaban más seguridad armada para proteger contra la posibilidad de futuros ataques , y sus continuas llamadas a preservar el derecho a poseer armas de fuego semiautomáticas, como las utilizadas en los disparos.
El 20 de febrero de 2018, la Página electrónica de noticias ThinkProgress preguntó a más de dos docenas de corporaciones que ofrecían descuentos a los miembros de la Asociación Nacional del Rifle si continuarían sus relaciones comerciales con la Asociación Nacional del Rifle. Varias compañías cancelaron sus acuerdos con la Asociación Nacional del Rifle, y sus anuncios se volvieron virales, junto con hashtags como #BoycottNRA, iniciados por activistas como Michael Skolnik. Uno de los primeros en responder al boicot, First National Bank of Omaha, el banco privado más grande de los Estados Unidos, anunció que no renovará su trato para la "tarjeta de crédito oficial de la Asociación Nacional del Rifle".

## Compañías Envueltas

### Mercadeo de afinidad
Una clase de empresas orientadas generalmente ofrecen u ofrecen descuentos o pruebas gratuitas a los miembros de NRA, a menudo publicitadas en la Página Web de NRA, en lo que a menudo se denomina mercadeo de afinidad. El acceso a descuentos es un beneficio del pago de las cuotas de membresía de la NRA y la NRA promueve la oportunidad de ahorrar cientos de dólares más que el costo de la membresía.

### Lazos cortados
Las empresas que han roto sus vínculos con la NRA desde el 24 de febrero de 2018 abarcan bancos, aerolíneas, servicios de alquiler de automóviles, hoteles y compañías de software y son las siguientes:
- Avis Budget Group (Avis, Budget y Hertz)
- Allied Van Lines y North American Van Lines ambos dueños de Sirva
- Best Western
- Delta Air Lines
- Enterprise Holdings (Enterprise, National y Álamo)
- First National Bank of Omaha
- Harland Clarke Direct Selling Solutions
- Paramount Rx
- Personify Corp
- Republic Bank & Trust Company
- Securian
- SimpliSafe
- Starkey Hearing Technologies
- Symantec
- Teladoc
- TrueCar
- United Airlines
- Wyndham Hotel Group (desde 2012 después del Masacre de la Escuela Primaria de Sandy Hook retiro toda afilacion comercial con la NRA) pero reiteró que no apoya a la NRA.
- Harland Clarke Direct Selling Solutions
- Yeti, fabricante de productos de estilo de vida al aire libre con sede en Austin, Texas, como cofres de hielo, recipientes de acero inoxidable con aislamiento al vacío, refrigeradores suaves y accesorios relacionados.[19]

### Lazos retenidos
Varias compañías han sido presionadas para desafiliarse con la ANR, pero no han emitido o no han emitido declaraciones que indiquen que lo harán.
- Bass Pro Shops y su filial Cabela's[23][21] son los principales minoristas de EE. UU. Que todavía venden rifles semiautomáticos[24]
- BlackRock, diciendo que hablaría con fabricantes y distribuidores de armas, pero que aún no ha tomado ninguna otra medida.[25][26]
- Procesamiento de tarjeta de crédito Clearent
- FedEx
- Global Rescue
- HotelPlanner defendió su relación con la Asociación Nacional del Rifle[27]
- Life Line Screening
- Lloyds of London
- Long-Term Care Resources
- ManageUrID
- Medical Concierge Network
- MedFlight Freedom
- MidwayUSA, diciendo que "ninguna compañía en Estados Unidos está más dedicada y apoya más los objetivos de la Asociación Nacional del Rifle que MidwayUSA[21]
- ReliaStar
- NetSpend
- Omni Hotels
- Vinesse Wine Clubs, el club de vino de la Asociación Nacional del Rifle[14][28]

#### Caso Fedex
FedEx anunció que se quedará con el grupo que defiende la posesión de armas en Estados Unidos.La empresa de paquetería dijo que no le pedirá a la Asociación Nacional del Rifle sacarla de su sitio web, donde sus miembros reciben descuentos empresariales.La empresa con sede en el Estado de Tennessee, indicó que difiere de la NRA y opina que los fusiles de asalto estilo AR-15 como el usado en la masacre del 14 de febrero en Parkland, Florida no deben estar en manos de civiles, pero agregó que solo es una empresa de paquetería y que no negará el servicio con base en opiniones políticas.

### Compañía de Seguros
En respuesta al boicot de la NRA, varias compañías suspendieron los productos de seguros dirigidos a los miembros de la NRA.
- Lockton Companies anunció que ya no vendería las políticas respaldadas por NRA.[30][31]
- Chubb Limited finalizó su producto de seguro llamado NRA Carry Guard, que cubría a los propietarios de armas que dispararon contra alguien y demandaron defensa propia.[15][32]
- MetLife finalizó los descuentos para los miembros de la NRA[9][15][33][34]

## Vista Outdoor
Vista Outdoor fabrica rifles estilo AR-15 bajo la marca Savage Arms y municiones bajo las marcas CCI y Federal, así como una gama de productos para bicicletas y otros productos para exteriores, incluidas las marcas Bell, Giro, CamelBak y Blackburn. Después del tiroteo en Parkland, los consumidores pidieron a los minoristas que dejen de vender todos los productos Vista Outdoor específicamente por el apoyo de la compañía a la NRA.
Los minoristas de bicicletas en varios estados dejaron de vender todos los productos de Vista Outdoor, citando el apoyo de la compañía para la NRA. Algunas órdenes canceladas o existencias existentes devueltas. La cooperativa minorista canadiense Mountain Equipment Co-op también anunció el 1 de marzo de 2018 que, en respuesta a una petición de sus miembros, ya no almacenaría productos de las marcas Vista Outdoor en sus 22 tiendas. La cooperativa no vende armas de fuego. En los Estados Unidos, Recreational Equipment, Inc. (REI) anunció que dejarían de ordenar todos los productos Vista Outdoor debido al respaldo de la NRA de la compañía. Running Room, el mayor distribuidor canadiense de ropa deportiva, anunció que suspenderá los productos de Camelbak en toda la cadena de 120 tiendas canadienses y dos estadounidenses, citando un fuerte apoyo al cliente para el cambio de marca y apoyo al boicot

## NRATV
NRATV, el canal de video en línea de la NRA, es un foro prominente utilizado por la organización para difundir su mensaje y con una gran base de seguidores en las redes sociales. A raíz de los eventos en Parkland, los activistas crearon los hashtags #stopNRAmazon y #DumpNRATV solicitando a Amazon suspender los programas de transmisión de NRATV, una iniciativa respaldada por celebridades como Alyssa Milano, Denis O'Hare, Evan Handler, Ben Gleib, Joshua Malina, Warren Leight, Genevieve Angelson, Joe Scarborough, Mika Brzezinski y Misha Collins. Otras compañías que ofrecen programas NRATV como parte de sus servicios de transmisión se convirtieron en el objetivo de una campaña similar lanzada por Moms Demand Action para Gun Sense y Everytown para Gun Safety.
Las siguientes empresas continúan transmitiendo NRATV, a pesar de las peticiones para que dejen de hacerlo:
- Amazon con Amazon Fire TV
- Apple Inc. con Apple TV
- Google con Chromecast
- Roku, Inc., que transmite NRATV y NRA Women, afirmó que opera un servicio de transmisión abierta y que los clientes deciden qué canales descargan.
- SiriusXM, que alberga un programa de radio NRA , también ha sido presionado para cortar las ataduras comerciales con la organización pro defensa de la posesión de armas.

## Vendedores de Armas
El 28 de febrero de 2018, la cadena de equipamiento deportivo Dick’s Sporting Goods, uno de los mayores minoristas de armas del país, ha anunciado que dejará de vender fusiles de asalto y cargadores de alta capacidad. No solo eso. Independientemente de las leyes de cada estado, solo venderá armas cortas a los mayores de 21 años. posteriormente Walmart se sumó a esta medida

## Respuesta de la NRA
La NRA, que asegura que cuenta con cinco millones de miembros, no respondió inmediatamente a las solicitudes para comentar sobre el efecto que está teniendo el boicot.El grupo se defendió a través de mensajes publicados en Twitter diciendo que las personas que están molestas por el tiroteo deberían enfocarse en las fallas de las autoridades.En vez de echarle la culpa a una organización que defiende los derechos #2A de todos, quizás deberían echarle un vistazo al número de fallas del FBI y de las agencias locales encargadas de implementar la ley o ¿es que eso no se ajusta a su agenda?", escribió la organización haciendo referencia a la enmienda constitucional que protege el derecho de los estadounidenses a portar armas.
La NRA publicó un comunicado en su página de Facebook, como respuesta a las empresas que cortaron los descuentos para los afiliados a la organización.

"Los miembros de la NRA, respetuosos de la ley, no tuvieron nada que ver con el fracaso de la seguridad de la escuela (Stoneman Douglas), con el fracaso del sistema de salud mental de Estados Unidos, ni con el fracaso del Sistema Nacional de Verificación Instantánea ni las crueles fallas de las autoridades federales y locales". "A pesar de eso, algunas corporaciones han decidido castigar a los miembros de la NRA en una vergonzosa muestra de cobardía política y cívica. Eventualmente estas marcas serán reemplazadas por otras que reconozcan que el patriotismo y el compromiso decidido con las libertades constitucionales son características de un mercado al que desean servir",
Comunicado de la Asociación Nacional del Rifle